# Before Crisis: Final Fantasy VII
Before Crisis: Final Fantasy VII (яп. ビフォア クライシス -ファイナルファンタジーVII бифоа кураисису: файнару фантадзи: сэбун) — японская ролевая игра в жанре «экшн» для мобильных телефонов, разработанная и выпущенная в 2004 году компанией Square Enix. Изначально была издана для мобильных телефонов линейки FOMA iMode исключительно в сети сотового оператора NTT docomo, доминирующего на японском рынке услуг сотовой связи. Позже были выпущены версии игры для других японских операторов — Softbank Yahoo! и AU EZweb. Before Crisis стала первой крупной мобильной игрой франшизы Final Fantasy, поэтому для неё были разработаны уникальный игровой процесс и долгое время поддерживался многопользовательский режим.
Игра является непосредственным приквелом сверхпопулярной компьютерной игры 1997 года для игровой приставки PlayStation Final Fantasy VII и частью медиафраншизы «Компиляции Final Fantasy VII» — сборника игр, фильмов и книг, действие которых происходит в одной и той же вселенной. Её сюжет охватывает шесть лет до событий Final Fantasy VII и повествует о Турках, членах тайной группы оперативников могущественной мегакорпорации «Син-Ра», распространившей свой влияние на весь мир.
Руководителем разработки выступил Хадзимэ Табаты, который по просьбе Тэцуи Номуры придумал концепцию игры, где главными героями являются Турки. Музыку к Before Crisis написал композитор Такэхару Исимото, ранее работавший аранжировщиком в Square Enix. Игра приобрела большую популярность после запуска — в ней зарегистрировалось около 200 000 пользователей. Несмотря на положительные оценки западных критиков, игра не вышла за пределами Японии из-за проблем совместимости с другими мобильными устройствами. В конечном итоге Square Enix прекратила техническую поддержку игры в 2018 году; из-за отсутствия доступа в архивном формате Before Crisis считается потерянным проектом. Несмотря на то, что весной 2005 года представители Square Enix заявляли о намерении выпустить игру и в США — в сети оператора Sprint Nextel — за пределами Японии игра, в конечном итоге, так и не вышла. Before Crisis получила преимущественно положительные отзывы.

## Игровой процесс

Скриншот Before Crisis, демонстрирующий одного из игровых персонажей (справа) и экранное меню

Before Crisis — экшен/рпг в реальном времени с двухмерной графикой и видом сбоку. В начале игрок выбирает персонажа мужского или женского пола и придумывает ему имя. В игре есть несколько режимов, которые отличаются друг от друга с точки зрения игрового процесса: в Episode Mode игрок, выполняя различные задания, проходит основной сюжет; в Free Mode у игрока появляется возможность свободно исследовать уровни и взаимодействовать с неигровыми персонажами, а также проходить миссии, чтобы получить дополнительные очки опыта или игровые предметы, иногда недоступные в Episode Mode. На игровом интерфейсе отображаются очки здоровья и очки магии, количество которых возрастает после повышения уровня персонажа; приобретая очки опыта, игрок может экипировать новые предметы и оружие. Игрок в состоянии делать ход в сражениях как самостоятельно, так и с помощью клавиши действия, при нажатии которой протагонист автоматически атакует ближайшего противника.
«Система генерирования материи» позволяет игрокам добывать порождающую магические атаки материю при помощи камеры телефона: игра формирует материю в зависимости от преобладающего на экране цвета, освещения и других факторов; например, тёмно-зеленая картинка даёт отравляющую материю, а синяя — целебную. После получения материи у игрока появляется возможность повысить уровень персонажа, как в Final Fantasy VII. При определённых обстоятельствах через систему материи игрок может призвать монстров с более сокрушительными атаками. За выполнение заданий во всех трёх режимах игры протагонист получает очки рейтинга, которые можно потратить на бонусные предметы, такие как более прочная броня и оружие, а также дополнительные слоты для материи. В зависимости от времени пребывания в игре игроку присваивается ранг, влияющий на получение более ценных бонусных предметов.
Пользователи могут взаимодействовать друг с другом по сети, например обмениваться материей. В сражениях один игрок в состоянии призвать другого для сотворения заклинания. Одновременно могут объединиться до трёх игроков. Rescue Mode открывается в случае поражения игрока, при этом ему даётся выбор — начать сначала и потерять очки или подождать, пока другой игрок с помощью сотовой связи не спасёт побеждённых героев. Игрока можно спасти даже когда его телефон выключен.
Square Enix выпустила несколько дополнений с момента релиза Before Crisis. В 2006 году в игру была добавлена боевая арена под названием Battle Square, на которой игроки могли сразиться между собой или против управляемых ИИ вражеских солдат. В режиме Battle Tournament игроки могли настроить более выгодные условия боя как для себя, так и для противника. Также Square Enix добавила в игру два дополнительных режима сложности, которые можно было активировать в главном меню. Easy Mode появился в 2006 году; в этом режиме персонаж автоматически уклонялся от вражеских атак и получал меньший урон. Ставший доступным в 2007 году Hard Mode предназначался для опытных пользователей; при этом противники наоборот наносили более сильные удары протагонисту.

## Сюжет

### Сеттинг и персонажи

Персонажи Before Crisis

Сюжет Before Crisis разворачивается за шесть лет до начала событий Final Fantasy VII, в вымышленном мире под названием «Планета» — в более поздних рекламных материалах сотрудники Square Enix ссылаются на него как на «Гайю» — который разделён на несколько регионов, управляемых мегакорпорацией «Электроэнергетическая компания „Син-Ра“». «Син-Ра» использует энергию Планеты, известную как «Поток Жизни», в качестве источника питания городов, что может привести к полному истощению Планеты и последующей гибели населения. События Before Crisis частично переплетаются с сюжетом Crisis Core: Final Fantasy VII (2007); хронологически они происходят вскоре после окончания войны между «Син-Ра» и народом Вутай. Благодаря победе над вутайцами, а также из-за всеобщей зависимости от её энергии, «Син-Ра» становится доминирующей экономической, военной и политической силой в мире. Против неё восстаёт повстанческая группа «ЛАВИНА», члены которой считают, что своей деятельностью корпорация медленно убивает Планету.
Главными героями и протагонистами игры являются Турки — члены тайной группы оперативников, которые работают на «Син-Ра». В Before Crisis появляются одиннадцать новых Турок, отличающихся друг от друга по половому признаку, оружию и стилю боя. При выборе персонажа игрок может изменить его имя. Одна из Турок, Сюрикен, играет второстепенную роль в Crisis Core, где использует псевдоним Циссни. Турок возглавляет один из почётных членов организации Вельд, которого впоследствии сменяет Цзэн, важный персонаж в других проектов по вселенной Final Fantasy VII. По большей части Турки противостоят членам «ЛАВИНЫ»; наиболее значимыми повстанцами являются: лидер группы и дочь Вельда Эльфе, учёный Фухито и заместитель командира Ширс. Многие герои из Final Fantasy VII фигурируют в игре либо в качестве камео, либо как второстепенные персонажи, в частности в повествовании принимают участие: Клауд Страйф, Тифа Локхарт, Айрис Гейнсборо, Зак Фэйр, Руфус Синра и Сефирот.

### История
Турк-новобранец получает задание из штаба патрулировать улицы Мидгара, где на него нападают члены группы «ЛАВИНА», намеревающиеся убить президента компании и положить конец диктатуре «Син-Ра». При поддержке куратора Рено новобранец даёт отпор повстанцам. Тем не менее, нападение оказывается отвлекающим манёвром для проведения более крупной операции в городе Джунон, в котором президент Синра должен произнести речь. Президент получает ранение, но выживает, после чего вызывает в город Сефирота. Вместе с тем выясняется, что и нападение на президента было спланировано «ЛАВИНОЙ» для того, чтобы добраться до оружия массового поражения под названием Мако-пушка, при помощи которого повстанцы хотят уничтожить Мидгар. После небольшого столкновения Эльфе и Сефирота у пушки «ЛАВИНА» отступает. Следующей целью повстанцев становится Рэйли, профессор, ответственный за создание группы сверхлюдей из элитного военного подразделения «Син-Ра» «СОЛДАТ». Руководство поручает Туркам защищать Рэйли; в этом им помогают пехотинцы корпорации, одним из которых является Клауд. Учёному «ЛАВИНЫ» Фухито удаётся заполучить данные Рэйли, так как Турки не выполняют приказ и спасают профессора вместо того, чтобы предотвратить утечку важной информации. С помощью этих данных Фухито создаёт собственное элитное подразделение, известное как «Вороны», и поручает его членам захватить двух «СОЛДАТ» — Эссая и Себастьяна. После спасения обоих, Турки, при поддержке Зака, получают задание уничтожить «ЛАВИНУ». Тем не менее, Эссай и Себастьян вновь попадают в плен, где повстанцы превращают их в новых «Воронов». Хотя Заку удаётся достучаться до товарищей, Эссай и Себастьян, в конечном итоге, погибают.
В это время президент Синра начинает подозревать, что кто-то из Турок передаёт врагу конфиденциальную информацию. Придя к выводу, что этим человеком является Вельд, президент отстраняет его от руководства и назначает на его должность главу службы безопасности компании Хайдеггера; во время первой порученной ему операции тот едва не уничтожает Джунон, из-за чего президент вновь назначает Вельде лидером Турок. Восстановленный в своих правах Вельде решает уничтожить «ЛАВИНУ». Во время обороны Мако-реактора выясняется, что предателем был сын президента Руфус, который тайно спонсировал деятельность «ЛАВИНЫ». Турки захватывают его и помещают под домашний арест. В то же время Ширс заключает союз с Турками, чтобы спасти тяжелобольную Эльфе. Вельд узнаёт, что Эльфе является его дочерью Фелицией, которую он считал погибшей во время одной из неудачных операций «Син-Ра». Воспользовавшись тяжёлым состоянием Эльфе, Фухито захватывает власть в «ЛАВИНЕ». Выясняется, что в распоряжении Эльфе находится материя, позволяющая ей призвать могущественного монстра Зиркониада, при помощи которого Фухито намеревается уничтожить человечество и, тем самым, защитить Планету. Тем не менее, эта материя нестабильна и медленно истощает жизненную силу Эльфе; для её спасения необходимы четыре вспомогательные материи: одной владеет Фухито, а другой Турки и Ширс.
Между тем, во избежание утечки информации о предательстве Руфуса, президент отдаёт приказ уничтожить Турок. Несмотря на нависшую над их головами угрозу, Туркам удаётся найти две оставшиеся вспомогательные материи. Фухито берёт под контроль членов «ЛАВИНЫ» и превращает их в армию покорных «Воронов», с помощью которой собирает все четыре вспомогательные материи. В финальном противостоянии Фухито призывает Зиркониада и существо сливается с его телом; Ширс жертвует собой, чтобы спасти Эльфе. Фухито превращается в монстра, однако терпит поражение от рук Турок. После битвы Цзэн докладывает руководству, что Вельд и Эльфе погибли, чтобы руководство «Син-Ра» не объявило их в розыск. Затем в команде происходит реорганизация и новым лидером становится Цзэн. Турки присягают на верность «Син-Ра» в обмен на помилование. Вельд и Эльфе начинают новую жизнь; во время событий Final Fantasy VII они помогают жителям Мидгара эвакуироваться.

## Разработка

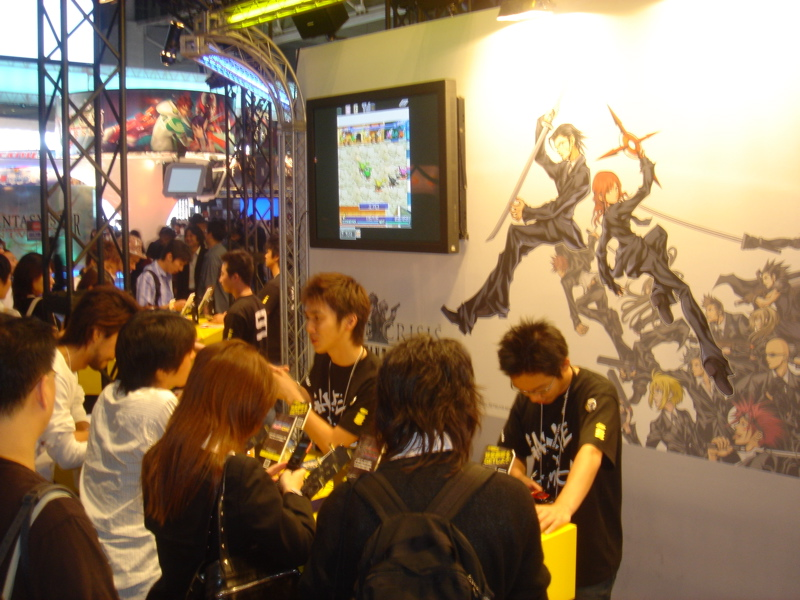
Стенд Before Crisis на игровой выставке Tokyo Game Show 2005

Before Crisis создавалась как часть Компиляции Final Fantasy VII, подсерии Final Fantasy, посвящённой вселенной и персонажам игры Final Fantasy VII. Изначально единственным продолжением оригинальной истории должен был стать анимационный фильм «Последняя фантазия VII: Дети пришествия» (2005), однако сотрудники Square Enix пришли к выводу, что для полноценного исследования мира Final Fantasy VII одного проекта будет недостаточно, поэтому решили дополнить Компиляцию новыми играми, включая Dirge of Cerberus: Final Fantasy VII (2006) и Crisis Core. Идея создания Before Crisis принадлежала Тэцуе Номуре, одному из авторов Final Fantasy VII и Компиляции, который хотел создать мобильное RPG с многопользовательским режимом. На ранней стадии разработки Square Enix приняла решение, что события игры будут разворачиваться в мире Final Fantasy VII. Номура предложил сотруднику подразделения по созданию мобильных игр Хадзимэ Табате разработать проект про Турок, и, после того, как руководство утвердило проект, приступил к созданию персонажей. Разработка Before Crisis началась в 2002 году. В работе над ней приняли участие 18 человек, причём ключевые роли были отведены создателям оригинальной FFVII. Табата придумал название игры, которое сотрудники Square Enix сокращали до аббревиатуры BB во время разговоров о ней; подобные подзаголовки имели все последующие проекты Компиляции. Во время разработки Square Enix также проработала хронологию мира Final Fantasy VII. Из-за того, что предшествующие Final Fantasy VII события практически не упоминались в оригинальной игре, команда сосредоточила усилия на создании предыстории, в центр которой разработчики решили поместить противостояние Турок с оригинальным составом «ЛАВИНЫ». Изначально Before Crisis задумывался как второй проект Компиляции, однако, из-за осложнений в производстве «Детей пришествия» мобильная игра вышла раньше и положила начало подсерии.
Before Crisis была первой эксклюзивной игрой Square Enix для мобильных устройств и изначально выходила исключительно на телефонах линейки FOMA iMode. Ранее Square Enix создала порт оригинальной Final Fantasy (1987) в сотрудничестве с NTT docomo. Имея за плечами этот опыт, разработчики стремились создать проект с уникальными элементами игрового процесса, такими как активное использование камеры и мобильной сети. В основе функции камеры, используемой для генерирования материи, лежит механика распознавания изображения; с её помощью система формирует определённую материю исходя из цвета экрана мобильного устройства. Во время создания игры у разработчиков возникли проблемы с нестабильной частотой кадров во время экшен-сцен, добавлением многопользовательского режима, достижением баланса игрового процесса в различных режимах игры, созданием удобной раскладки кнопок и определением количества контента, которое они могли бы добавить в мобильную игру таким образом, чтобы обеспечить качество итогового продукта.
В рамках маркетинговой кампании игры студия Madhouse создала рекламную анимацию с участием некоторых главных героев. В августе 2004 года началось бета-тестирование. Релиз Before Crisis состоялся 24 сентября. В 2006 году, во время игровой выставки Tokyo Game Show Square Enix объявила, что игра выйдет на других мобильных телефонах. 30 января 2007 года она стала доступна для SoftBank Mobile, а 5 апреля — для EZweb. У каждой версии игры был свой логотип. В 2010 году Табата выразил заинтересованность в портировании Before Crisis на Nintendo 3DS с возможностью увеличения количества игроков в кооперативе. Номура и продюсер Ёсинори Китасэ поддержали эту идею, однако разработчики не смогли реализовать её должным образом, так как на тот момент Табата был занят разработкой Final Fantasy Type-0 (2011) и The 3rd Birthday (2010). Разработка версии для SoftBank завершилась в июне 2015 года. Все версии игры поддерживались старыми мобильными серверами Square Enix, которые были закрыты в 2018 году.

### Музыка
Саундтрек к Before Crisis написал Такэхару Исимото, который также создавал музыку для Crisis Core. Ранее Исимото работал в компании аранжировщиком. Он принял участие в конкурсе, организованном разработчиками Before Crisis с целью найти композитора для игры. Исимото должен был написать музыкальное произведение, которое бы хорошо передавало дух Final Fantasy VII, но при этом отличалось бы от музыки к игре. Этот альбом стал одной из первых работ Исимото во франшизе Final Fantasy в качестве основного композитора. Музыка к Before Crisis вошла в альбом Before Crisis: Final Fantasy VII & Last Order: Final Fantasy VII Original Soundtrack вместе с треками к OVA Last Order: Final Fantasy VII (2005). Исимото написал большую часть саундтрека, за исключением нескольких тем, представляющих собой аранжировки на музыку Нобуо Уэмацу из оригинальной игры.

### Локализация
Square Enix анонсировала западный релиз игры на выставке Electronic Entertainment Expo 2006 года, спустя два года с момента выхода Before Crisis в Японии. Представители компании заявили, что работа над локализацией «идёт полным ходом». По словам разработчиков, такой большой разрыв во времени между японским и западным релизами был обусловлен недостаточной мощностью европейских устройств для поддержки игры. Команда планировала ежемесячно выпускать от одной до трёх сюжетных глав, чтобы компенсировать поздний выход игры в западных странах. Несмотря на заявления разработчиков, игра, в конечном итоге, так и не вышла за пределами Японии. Ситуацию прокомментировал руководитель мобильных операторов Кэйдзи Фудзита, отметив, что Before Crisis поддерживалась высококачественными японскими мобильными устройствами, в то время как западные модели имели более слабые технические характеристики, из-за чего портирование игры стало невозможным. Другой вероятной причиной Фудзита назвал переход продюсера Юкимаса Ито из Square Enix в Capcom в 2008 году; руководитель разработки не оставил каких-либо наработок бывшим коллегам. Хотя оригинальная версия Before Crisis так и не вышла за пределами Японии, её история будет воссоздана в мобильной игре Ever Crisis (2023).

## Восприятие
Японский веб-сайт ITmedia ознакомился с бета-версией Before Crisis в сентябре 2004 года. В целом рецензент остался доволен полученным опытом и комфортной механикой взаимодействия с другими игроками, однако обнаружил несколько багов и счёл женских протагонистов менее эффективными в бою, чем мужских. В день запуска в Before Crisis зарегистрировалось около 200 000 пользователей, в результате чего она являлась самой продаваемой мобильной игрой того времени; игроки заходили в неё более 1,6 миллиона раз. По словам Ито, к 2006 году игра по-прежнему оставалась популярной в Японии.
Игра получила преимущественно положительные отзывы от критиков. AnimeFringe похвалил её за «необычайно хорошие» визуальные эффекты и изменение положения сторон — Турки стали положительными персонажами, в то время как члены «ЛАВИНЫ» выступали антагонистами по отношении к ним. Кара Ли Хаслам из RPGamer наблюдала за демонстрацией игры на E3 2006 и была впечатлена качеством детализации графики для мобильных телефонов. Бетани Массимилла из GameSpot, которая также впервые увидела игру на E3, высоко оценила решение создателей разделить повествования на эпизоды, «хорошо проработанную предысторию персонажей» и их «худые, долговязые модели, передвигающиеся по городу и Мако-реактору, который, несмотря на простую планировку, выглядил красиво». Массимилла похвалила плавную анимацию и пришла к выводу, что управление будет комфортным и лёгким в освоении. Кроме того, она приметила тот факт, что во время внутриигровых звонков от Цзэна вибрирует реальный телефон. Леви Бьюкенен из IGN похвалил мрачный стиль Before Crisis и задумку разбить повествование на главы, что, по мнению рецензента, идеально подходит для формата мобильной игры. 1UP.com включил Before Crisis в спосок «5 классических японских мобильных игр, которые вряд ли появятся на территории США».
Before Crisis повлияла на другие проекты серии Final Fantasy. После восторженных отзывов прессы по поводу рекламных роликов Madhouse, Square Enix поручила этой студии создать анимацию для OVA Last Order. Высокая популярность Before Crisis в Японии косвенно привела к созданию Type-0, части подсерии Fabula Nova Crystallis Final Fantasy, и разработке последующих мобильных игр.